# 2003 UU292
2003 UU292, também escrito como 2003 UU292, é um objeto transnetuniano que está localizado no Cinturão de Kuiper, uma região do Sistema Solar. Este corpo celeste é classificado como um provável plutino, pois, o mesmo está em uma ressonância orbital de 2:3 com o planeta Netuno. Ele possui uma magnitude absoluta de 8,2 e tem um diâmetro estimado com 101 km.

## Descoberta
2003 UU292 foi descoberto no dia 23 de outubro de 2003 pelo astrônomo Marc W. Buie.

## Órbita
A órbita de 2003 UU292 tem uma excentricidade de 0,132 e possui um semieixo maior de 44,161 UA. O seu periélio leva o mesmo a uma distância de 34,257 UA em relação ao Sol e seu afélio a 39,457 UA.